# 熱き星たちよ
「熱き星たちよ」（あつきほしたちよ）は、日本プロ野球のセントラル・リーグに所属する横浜DeNAベイスターズの球団歌。1992年発表・制定。作詞・秋谷銀四郎、作曲・朝倉紀幸。

## 解説
横浜大洋ホエールズの親会社であった大洋漁業（現・マルハニチロ）が1993年に「マルハ」へ社名変更するに当たり、球団名からは企業名を外し横浜ベイスターズへ改称することで地域密着を目指した。これに合わせ1977年制定の旧球団歌「行くぞ大洋」に代わる新球団歌として制定されたのが「熱き星たちよ」である。オリジナル版の編曲は矢賀部竜成、歌唱は高尾直樹（ザ・ベイスターズ名義）が担当した。
親会社が2002年にマルハからTBSへ変更となった際は球団名を維持したが、2012年にTBSからディー・エヌ・エー（DeNA）に変更となった際は球団名が横浜DeNAベイスターズへ改称された（20年ぶりに企業名を含む球団名となった）。しかし、本曲に関しては福岡ソフトバンクホークスの「いざゆけ若鷹軍団」と同様、親会社変更に伴う歌詞の変更のみで引き続き使用されることとなった。ただし「いざゆけ若鷹軍団」とは異なり、歌唱者と楽曲のアレンジが変更され、キーも1つ下がった。歌詞に関してはオリジナル版で「横浜ベイスターズ」となっていた部分が「DeNAベイスターズ」に変更となりメロディーラインも微調整された。ただし私設応援団がスタンドで演奏する際にはオリジナル版のメロディーラインでトランペットを吹いており、ファンもこれに合わせて声援を送る場合には「横浜ベイスターズ」のままで歌っている。
本拠地の横浜スタジアムの最寄り駅である東日本旅客鉄道（JR東日本）根岸線関内駅のホームでは2011年6月2日から（2012年まではプロ野球シーズン中のみ、2013年からは通年使用）本曲のオリジナル版をアレンジしたものを発車メロディとして使用しているほか、ファームチームが本拠地として使用している横須賀スタジアムに近い京浜急行電鉄本線の追浜駅では2018年11月19日から、DeNA買収後のバージョンをアレンジしたものを接近メロディとして使用している。編曲は全て塩塚博が手掛けた。

### DeNA買収後のバージョン

#### 2012バージョン
横浜DeNAベイスターズとなった初年である2012年、同年のシーズンより監督に就任した中畑清と、三浦大輔、森本稀哲、高崎健太郎、石川雄洋、アレックス・ラミレスの所属選手5名が歌唱する「2012バージョン」が発表された。DeNAの球団買収当初は新球団歌の制定も検討されたが、球団のキャッチフレーズとして「継承と革新」を掲げるに当たり、本曲の継続使用が決定された。編曲・プロデュースは豊島吉宏（Maestro-T名義）が担当している。
歌詞は「横浜ベイスターズ」の部分を「DeNAベイスターズ」とする以外に大きな変更は無いが、曲調は原曲をディスコ&テクノ風にアレンジしたものとなっている。また、2番のラストでコールが入る部分には「横浜」の地名が残されている。

#### 2013年
2013年は制作されなかった。

#### 2014年バージョン
2014年、森本、高崎、ラミレスに代わって新たに金城龍彦、久保康友、黒羽根利規、三嶋一輝、トニ・ブランコ、アーロム・バルディリスをボーカルに加えた新バージョンを制作。同年3月7日のオープン戦から使用され、同年4月1日に全国発売された。なお、前奏・間奏・アウトロにあった英語のセリフが、ブランコとバルディリスの使用言語であるスペイン語に変更されている。

#### 2015Version
2015年、金城、久保、三嶋、ブランコに代わって、山口俊、筒香嘉智、山崎憲晴、梶谷隆幸、ギジェルモ・モスコーソ、新入団のホセ・ロペスをボーカルに加えた新バージョンを制作。3月31日に全国発売された。チームが掲げる「第二幕の始動」に合わせて、過去作に若干のアレンジを加えた新テイストの曲調となっている。また、前奏・間奏・アウトロでのセリフが、2012バージョン同様の英語に戻っている。

#### 2016Version
2016年3月25日発売。同年のシーズンより監督に就任したラミレスがレコーディングへ3年ぶりにカムバック。三浦、石川、山口、筒香、梶谷が2015Versionに続き参加。山﨑康晃、嶺井博希の2選手が初参加。球団創立5周年目のDeNAが掲げる地域密着をより前面に押し出した形となり、横浜ベイスターズ発足時から変わらず受け継がれてきた前奏とアウトロの歌詞の一部が変更されている（ラミレスが歌う導入部のセリフ『Welcome to Your YOKOHAMA DeNA BAYSTARS !』が勝利後のヒーローインタビューで馴染み深い『I☆YOKOHAMA』に、アウトロ最後の『Go BAYSTARS Go !』が『Go BAYSTARS ! VICTORY !』に変更となった）。

#### 2017ヴァージョン
2017年3月18日発売。ラミレス、筒香、山﨑が2016Versionに続きレコーディングに参加。石田健大、今永昇太、倉本寿彦、戸柱恭孝、桑原将志の5選手が初参加。ラミレスが歌う導入部のセリフ『Welcome to Your YOKOHAMA DeNA BAYSTARS !』が復活。ラミレス自らが考えた2017年のシーズンスローガン『THIS IS MY ERA.』の雄叫びから選手の歌へ突入し、フィナーレもこの『THIS IS MY ERA.』をもって締めくくられる。

#### 2018ヴァージョン
2018年3月8日発売。ラミレス、筒香、山崎、石田、今永、桑原が2017ヴァージョンに続きレコーディングに参加。濵口遥大、柴田竜拓、髙城俊人、宮﨑敏郎の4選手が初参加。冒頭部分では、2016Version以来のラミレスのセリフ『Ladies and gentleman, I☆YOKOHAMA』が復活。アウトロ最後の部分では、2018年のシーズンスローガン『Victory is within us.』をもって締めくくられる。

#### 2019ヴァージョン
2019年3月14日発売。ラミレス、筒香、山崎、宮崎が2018ヴァージョンに続きレコーディングに参加。ロペスが2015Version以来4年ぶりに参加。三上朋也、砂田毅樹、東克樹、神里和毅、ネフタリ・ソトの5選手が初参加。冒頭部分では、2014Version以来となる『iVamos! iSomos DeNA Baystars!』のセリフが復活。アウトロ最後の部分では、2019年のシーズンスローガン『Go Beyond the Limit.』をもって締めくくられる。なお本作より、伴奏にラテン音楽調のアレンジが加えられている。

#### 2020ヴァージョン
2020年3月14日発売。ラミレス、山﨑、宮﨑、ロペス、ソトが2019ヴァージョンに続きレコーディングに参加。今永が2018ヴァージョン以来2年ぶりに参加。伊藤光、乙坂智、上茶谷大河、佐野恵太の4選手が初参加。アウトロ最後の部分では、2020年のシーズンスローガン『New Generation is here.』をもって締めくくられる。

#### 2021ヴァージョン
2021年3月5日発売、新型コロナウイルスの影響で外国人選手の来日が間に合わなかったため、初の全員日本人でレコーディング。佐野、山崎、今永、乙坂、宮崎が2020年ヴァージョンに続きレコーディングに参加。同年のシーズンより監督に就任した三浦大輔と、森敬斗、伊勢大夢、大貫晋一の3選手が初参加。アウトロ最後の部分では、三浦大輔監督が2021年のシーズンスローガン『横浜一心』とフレーズとも言える『ヨロシク！』をもって締めくくられる。

#### 2022ヴァージョン
2022年3月18日発売、2年ぶりに外国人選手が参加。佐野、山崎、今永、宮崎が2021年ヴァージョンに続きレコーディングに参加し、桑原が4年ぶり、三嶋が8年ぶりに参加。
牧秀悟、藤田一也、フェルナンド・ロメロ、エドウィン・エスコバーの5選手が初参加。イントロで2022年のシーズンスローガン『横浜反撃』から始まる。

#### 2023ヴァージョン
2023年4月5日発売。この年より、CD販売は行わず、音楽配信サービスサイトによる発売のみとなる。佐野、山崎、牧が2022年ヴァージョンに続きレコーディングに参加。大田泰示、入江大生、京田陽太の3選手が初参加。また伊勢大夢は2021年ぶりに参加。また、巡回打撃コーチの田代富雄が参加しており、アウトロ最後の部分では、2023年のチームスローガン『横浜頂戦』をもって締めくくられる。LUCKY7 MIXも存在する。

#### 2023(監督・コーチ)ヴァージョン
球団公式YouTubeで配信されている。1998年優勝時のユニフォームを着用するイベント、『GET THE FLAG! SERIES 2023』開催を記念し、当時現役だった三浦大輔、斎藤隆、鈴木尚典、石井琢朗が参加。サビの部分である。「いつでもWINNING　STARS」の部分はオリジナル版と同じ歌い方がされている。

#### 2024ヴァージョン
2024年3月27日発売。J.B.ウェンデルケン、山本祐大、度会隆輝、関根大気が初参加。上茶谷は4年ぶり、東は2019年以来5年ぶりの参加。2024年のチームスローガン『横浜進化』をもって締めくくられる。
2025ヴァージョン
2025年3月25日発売。坂本裕哉、中川颯、石田裕太郎、梶原昂希が初参加。桑原は3年ぶり、森は4年ぶりの参加。2025年のチームスローガン『横浜奪首』をもって締めくくられる。